# Galumna setigera
Galumna setigera är en kvalsterart som beskrevs av Mihelcic 1956. Galumna setigera ingår i släktet Galumna och familjen Galumnidae. Inga underarter finns listade i Catalogue of Life.